# Norderoog-Klasse
Die Norderoog-Klasse ist eine sechs Mehrzweck-Containerfrachter umfassende Schiffsklasse der in Leer ansässigen Reederei Briese Schiffahrt, wobei die Schiffe langfristig an die Tochtergesellschaft BBC Chartering verchartert wurden. Das Typschiff Norderoog wurde 2004 fertiggestellt, das letzte Schiff in der Baureihe, die Wybelsum folgte 2008.

## Technische Daten

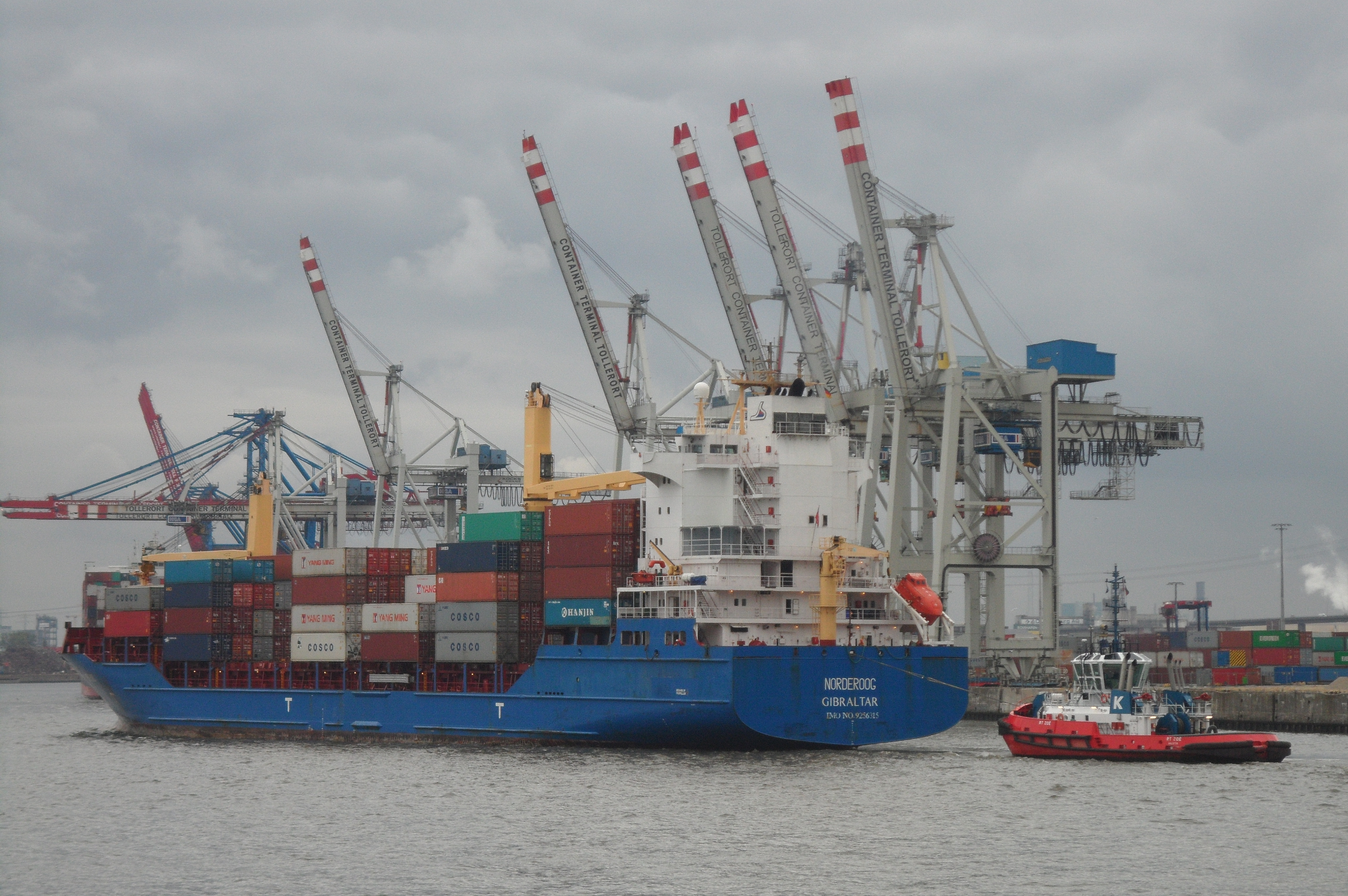
Die Norderoog am Containerterminal Tollerort (CTT)

Die Schiffe haben eine Tragfähigkeit von circa 16.921 dwt bei maximal 9,90 m Tiefgang. Der 13.560 kW leistende MAN-Dieselmotor sorgt für eine maximale Geschwindigkeit von 19,5 Knoten. Die maximale Beladung mit leeren Containern liegt bei 1.400 bzw. 1.402 TEU. Die Differenz ist damit zu erklären, dass die ersten fünf Schiffe mit 2 × 45 mts NMF Kränen ausgestattet sind, und die Wybelsum ohne Kräne abgeliefert wurde. Dadurch kann sie zwei Container mehr laden.
Allerdings verringert sich bei einer homogenen Beladung von jeweils 14 Tonnen schweren Containern die maximale Zuladung auf 870 TEU. Jedoch können die Schiffe in dem 39.195 m³ großen Laderaum bzw. auf dem 1.662 m² Deck, welches maximal mit 120 mts/TEU belastet werden darf, andere Ladung, wie beispielsweise Projektladung, laden. Durch diese erhöhte Flexibilität kann der wirtschaftliche Betrieb des Schiffes auch in Zeiten niedrigerer Containerfrachtraten gesichert werden.
Die Schiffe verbrauchen bei voller Fahrt ca. 45 t HFO pro Tag auf See.
Alle Schiffe wurden nach norddeutschen Orten und Landstrichen benannt und sind vom Germanischen Lloyd klassifiziert. Gebaut werden die Schiffe in China. Die Norderoog, Süderoog, Hooge und Wybelsum laufen unter der Flagge von Antigua & Barbuda, während die Langeness und die Petkum die Flagge von Gibraltar führen.

## Einsatzgebiet
Die Schiffe gehören zur Briese Schiffahrt GmbH & Co. KG und sind an die ebenfalls in Leer ansässige Tochtergesellschaft BBC Chartering & Logistic GmbH & Co. KG verchartert, die sie ihrerseits in Zeitcharter bei verschiedenen Reedereien, wie z. B. CMA CGM, Maersk Line oder MSC beschäftigt. Die Schiffe werden im Liniendienst als Feederschiffe im Mittelmeer sowie Nord- und Ostsee eingesetzt.
Die Süderoog lag im Krisenjahr 2008 im Emder Hafen mit anderen Schiffen auf.

## Die Schiffe
| Norderoog-Klasse | Norderoog-Klasse | Norderoog-Klasse | Norderoog-Klasse | Norderoog-Klasse                                | Norderoog-Klasse                                                     |
| Schiffsname      | Baunummer        | IMO-Nummer       | Indienststellung | Auftraggeber                                    | Spätere Namen und Verbleib                                           |
| ---------------- | ---------------- | ---------------- | ---------------- | ----------------------------------------------- | -------------------------------------------------------------------- |
| Norderoog        | CZ042            | 9256315          | 2004             | Briese Schiffahrts GmbH & Co. KG MS 'Norderoog' | 2004: SYMS Peonia, 2008: Norderoog, 2022: MSC Norderoog F            |
| Süderoog         | CZ043            | 9256327          | 2005             | Briese Schiffahrts GmbH & Co. KG MS 'Süderoog'  | 2022: MSC Suederoog F                                                |
| Hooge            | CZ044            | 9301122          | 2006             | Briese Schiffahrts GmbH & Co. KG MS 'Hooge'     | 2022: Eagle II                                                       |
| Langeness        | CZ045            | 9301134          | 2006             | Briese Schiffahrts GmbH & Co. KG MS 'Langeness' | 2007: MSC Vilnius , 2008: Langeness, 2022: Theodor                   |
| Wybelsum         | CZ048            | 9386976          | 2008             | Briese Schiffahrts GmbH & Co. KG MS 'Wybelsum'  | -                                                                    |
| Petkum           | CZ049            | 9386988          | 2008             | Briese Schiffahrts GmbH & Co. KG MS 'Petkum'    | 2021: Cap Salia, 2023: Petkum, 2024: Marti Star, 2024: MSC Richika F |